# مشروع غايا

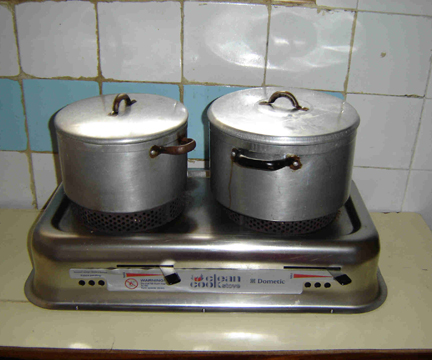
بوتوغاز نظيف مع وعائي طبخ، كما وُجد عند أسرة نيجيريّة

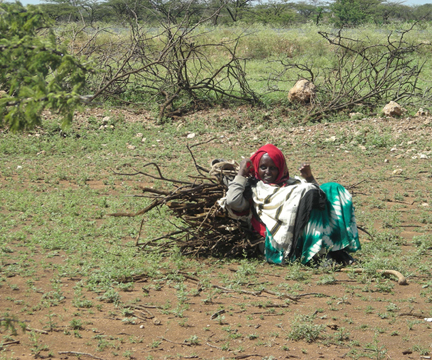
تمشي الفتيات الصغيرات أميالاً لجمع الحطب. وعندما تصبح لديهن حمولة كافية، يربطن الحزم إلى ظهورهم ويمشين 5-6 ساعات للعودة إلى المخيم. تسعى البحوث الجارية لتحديد أنواع المشاكل الصحية الناتجة عن حمل هذه الحمولة الثقيلة، بما في ذلك علاقتها مع انخفاض الوزن عند الأطفال الرضع. مخيم Kebribeyah، إثيوبيا.

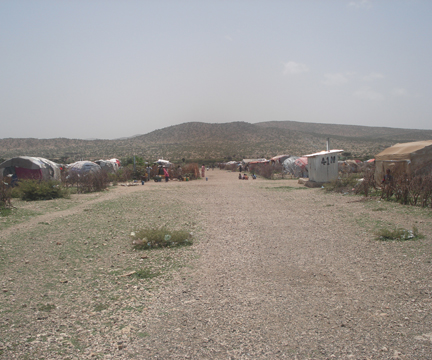
يقع مخيم اللاجئين Awbarre بالقرب من قرية صغيرة في وسط الريف الإثيوبي، وسبعة كيلومترات من الحدود الصومالة. كمعسكر جديد نسبيا من حوالي 2 سنة، مُدّت فيه شوارع واسعة ومجمعات مباني للعائلات المنتظمة. تبيّن هذه الصورة المناظر الصحراوية من إثيوبيا الريفية وعدم توفر الوقود الحيوي.

مشروع غايا هو منظمة أمريكية، غير حكومية وغير ربحية، وهي الجزء الأهم في إحداث سوق تجارية للوقود الكحولي في أثيوبيا وبلدان أخرى من العالم النامي، مألوفة وقابلة للتطبيق عملياً. يَدرس المشروع الوقود الكحولي ليكون حلاً لنقص الوقود، الضرر البيئي، وقضايا الصحة العامة الناتجة عن الطهو التقليدي في بلدان العالم النامي. وهي موجّهة للفقراء والمجتمعات المهمّشة التي تواجه مشاكل صحية بسبب الطهو على نار ملوثة، تعمل غايا حالياً في أثيوبيا، نيجيريا، البرازيل، جمهورية هايتي، ومدغشقر، كما أنها في مرحلة التخطيط في بلدان أخرى.

## الطرق الحالية للطهو في أفريقيا

### وقود الكتلة الحيوية والأخطار المرافقة

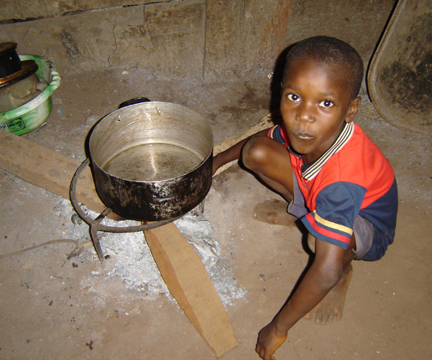
صبي صغير يجلس بالقرب من موقد الحطب التقليديّ الذي تستخدمه والدته. بسبب إنتاج الحرارة غير الكافي لمواقد الحطب كهذه، تطهو النساء في الداخل لساعات طويلة كل يوم في مساكن سيئة التهوية.

يستخدم أكثر من 3 ملايين شخص الخشب للطهو حول العالم. تقريباً 60% من العائلات الأفريقية تطهو بالكتلة الحيوية التقليدية، والنسبة ارتفعت لتصل إلى 90% في جنوب الصحراء الأفريقية الكبرى. يصدرالدخان والانبعاثات الغازية من الخشب المشتعل، وروث الحيوانات، أو مخلفات المحاصيل، والتي تقود للأمراض الرئوية واعتلالات جهاز التنفس عند النساء والأطفال. وقود الكتلة الحيوية التقليدي يطلق انبعاثات تحتوي ملوثات تضر بالصحة، كالجسيمات الصغيرة، أول أكسيد الكربون، ثاني أكسيد النيتروجين، البوتادين،فورم ألدهيد، والمواد المسببة للسرطان ك البنزوبيرين،و البنزين.تشير تقديرات منظمة الصحة العالمية إلى أن هناك أكثر من 1.5 ميليون شخص يموتون سنويا بسبب الهواء المتلوث في الأماكن المغلقة الناشئ عن الطهو بوقود صلب في البيوت أو الملاجئ السيئة التهوية (منظمة الصحة العالمية، عام 2006، وُجد الاقتباس). 24% من تلك الوفيات تحدث في أفريقيا.

#### تأثير تلوث الهواء في الأماكن المغلقة
بسبب تعرضهم المتواصل لنيران الطهو، النساء والأطفال هم بالأخص في خطر. تلوث الهواء في الأماكن المغلقة سبّب 56% من الوفيات و80% من الأمراض حول العالم للأطفال تحت سن الخامسة. يزيد تلوث الهواء في الأماكن المغلقة من خطر التهابات الجهاز التنفسي السفلي الحاد، مرض الانسداد الرئوي المزمن،ويترافق مع مرض السل، و الوفيات المبكرة عقب الولادة، الوزن المنخفض بعد الولادة، الربو،التهاب الأذن الوسطى،سرطان مجرى الهواء العلوي، الساد . أمراض الجهاز التنفسي عند الأطفال هي السبب الرئيسي لوفاتهم، على الرغم من أن الملاريا وأمراض الإسهال هي المعروفة أكثر. يؤثر تلوث الهواء في الأماكن المغلقة بشكل غير مناسب على اللاجئين، الفقراء في المناطق الحضرية، والحاملين لفيروس نقص المناعة المكتسبة (الإيدز) الذين يعيشون ضمن تجمعات سكنية مزدحمة وظروف سيئة التهوية، وهم يتحملون بالفعل عبء المرض.

#### جمع الوقود

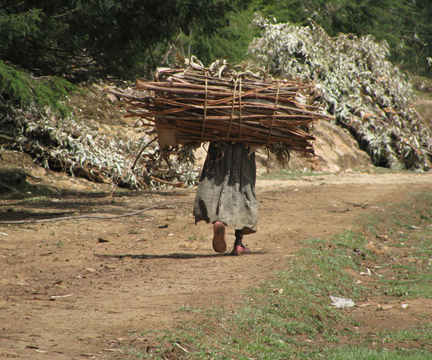
في إنتوتو Entoto، في ضواحي أديس أبابا، الآلاف من النساء والفتيات يجمعن الحطب. يحملن أحمال ثقيلة لأميال عديدة من أجل استعمالها أو بيعها. في إثيوبيا 90% من الطاقة تأتي من الكتلة الحيوية كالخشب والفحم النباتي.

##### السلامة الشخصية
في الوقت نفسه، ينطوي جمع الحطب على مخاطر على السلامة الشخصية. النساء والأطفال الأكبر سنا عادة يجمعون الخشب، ويواجهون غالبا التحرش والخلافات مع أصحاب الأراضي الذين يتهمونهم بالتعدي على ممتلكات الآخرين. تقول نساء في مخيمات اللاجئين المفوضية العليا للأمم المتحدة لشؤون اللاجئين UNHCR الإثيوبية أنهم يخشون الاعتداء والاغتصاب والعنف عند البحث عن الخشب.

##### إزالة الغابات والتصحر
وما وراء قضايا الصحة العامة هذه، فإن الطبخ على نار الخشب غير مستدامة، كما أنها تسهم في إزالة الغابات بشكل سريع في العالم النامي. وجمعه يؤدي للتصحر في المناطق ذات الوجود المحدود للخشب.في أفريقيا، جمع الخشب للطبخ ومنتجات الفحم النباتي هو السبب الرئيسي لاختفاء الغابات. وعلاوة على ذلك فإن حرق الوقود الهيدروكربوني، الفحم الحجري، الفحم النباتي، وحتى الروث يساهم في تراكم الغازات المسببة في الاحتباس الحراري.نيران الطهي التي تطلق الدخان والمواقد تسهم في الهباب الذي يقدر بأنه يسبب تقريبا 16% من ظاهرة الاحتباس الحراري. وتعتبر جزيئات الكربون الأسود في الغلاف الجوي واحدة من أكثر الملوثات خطورة بعد ثاني أكسيد الكربون.

### بدائل لوقود الكتلة الحيوية
البدائل المتاحة لوقود الكتلة الحيوية لا تقدم الكثير من التحسن . يُستورد الكيروسين مقابل نفقة كبيرة، وهو يُحرق في موقد الفتيل التي لا تحرق الوقود بكفاءة وينسكب ويتسرب منها الوقود بسهولة. التكلفة المتوقعة من الإيتانول بسعر التجزئة هي أقل من الكيروسين المدعوم من الحكومة في إثيوبيا اليوم. موقد الكيروسين معرض أيضاً للاشتعالات والانفجارات، كما أن حوادث احتراق مواقد الكيروسين تسبب العديد من الإصابات والوفيات سنويا. الكيروسين يطلق انبعاثات مسببة للسرطانات وغالبا ما يكون سيء التكرير أو مغشوش في الوقت الذي يتم الحصول عليه للاستخدام المنزلي. غاز البترول المسال (Liquified Petroleum Gas) LPG يحترق بشكل نظيف لكنه مكلف ولا يمكن إنتاجه محليا. الفحم النباتي، وهو وقود الكتلة الحيوية المعالج، يحترق بدخان أقل، ولكن ينبعث منه أول أوكسيد الكربون. وفي الوقت نفسه، يُنتج الفحم جميع الانبعاثات الخطيرة من وقود الكتلة الحيوية التقليدية وهو يعتمد على جودتها، كما ينتج أكاسيد الكبريت والعناصر السامة مثل الزرنيخ والرصاص والفلور والزئبق.

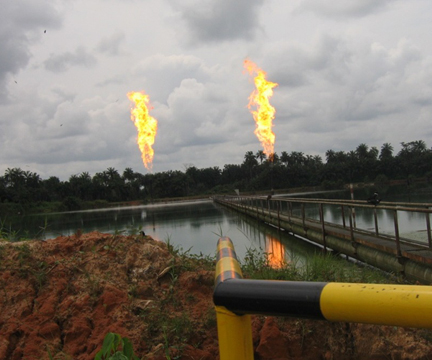
مشاعل دلتا النيجر ما يقارب 17 بيليون متر مكعب من وقود الغازات الكافية لتوفير الاستهلاك السنوي لكل من ألمانيا وفرنسا (البنك الدولي). وقد أثرت عددا من مساكب النفط ومشاعل الغاز (100 موقع للحرق مدة 40 عام على التوالي) في العديد من الدلتا سلبا على البيئة. وقد أثر التلوث على الهولء، والماء، والتربة، والغطاء النباتي، وحتى النظام الطبيعي (برنامج الأمم المتحدة الإنمائي UNDP، نيجيريا 2006). إذا جرى تحويل هذا الغاز الطبيعي إلى الميتانول (كحول بسيطة)، لن يكون هناك ما يكفي من الكحول المنتجة لتوفير وقود الطهي لكل بيت في أفريقيا.

### المساعدات والطاقة
المبادرات المساعِدة ومشاريع استجابة حالات الطوارئ نادرا ما توفّر الطاقة اللازمة للطهو، وتركز بدلا من ذلك على الحصص الغذائية ومستلزمات الطهي اللازمة. أحيانا تشتري المفوضية العليا للاجئين UNHCR وتزود وتنقل الكتلة الحيوية إلى المجتمعات حيث الحاجة الماسة لها.وعندما تشمل مشاريع المعونة على مواقد، فإن العديد يتولى نشر المواقد المحسِّنة للكتلة الحيوية. هذا الحرق لوقود الكتلة الحيوية أكثر كفاءة لكنه لا يلغي الحاجة المنزلية للكتلة الحيوية ولا يقضي عى تلوث الهواء في الأماكن المغلقة .

### الإيتانول وأنواع وقود الكحول الأخرى

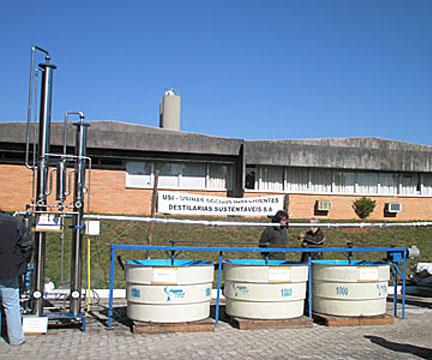
في عملية مستمرة، ينتج مصنع الإيتانول USI هذا 95°GL من الإيثانول من النشا والسكروز بمعدل 10 ليتر في الساعة.

الإيثانول ممكن أن يُنتج محليّا من المنتجات الثانوية التي من شأنها أن تسبب أضرار للبيئة خلافا لذلك. كما يمكن أن يُنتج أيضاً من الكتلة الحيوية، والغاز الطبيعي، والفحم، وحتى مكبات النفايات الوفيرة بمصادر الغاز في كثير من بلدان العالم النامي. استخدام الوقود الكحولي للحصول على الوقود المنزلي، جعله مصدرا فعالا لإدارة تحويل النفايات إلى موارد ذات قيمة عالية. هذا التحويل يمكن أن يقود إلى بيئة أكثر نظافة، وتشكيل وظائف جديدة في الصناعة، والزراعة، والصناعة التحلويلية، وقطاع الخدمات، وتناقص الحاجة للوقد المُستورد.
الوقود الكحولي لديه قابلية منخفضة للاشتعال low-flammability limit) LFL) والتي هي أعلى من الوقود الأحفوري، وهذا يعني أنها لا تشتعل بسهولة، حتى عندما تنسكب. وهي قابلة للإطفاء عن طريق المياه وليست عرضة للانفجار مثل غاز البترول المسال LPG (البروبان والبوتان).
الكحول يحترق بنظافة، مُنتِجا ثاني أكسيد الكربون وبخار الماء فقط، ولا يُنتج سناجاً وأية مواد كيميائية التي تنجم عن الوقود الصلب والكيروسين. الوقود الكحولي نظيف (مع انبعاثات جسيمات أقل بكثير من مستويات منظمة الصحة العالمية. وعندما يقترن الوقود الكحولي مع موقد ذو كفاءة، فإنه يمكن أن يحسن بشكل كبير جودة الهواء في الأماكن المغلقة، وبالتالي تحسين صحة الجهاز التنفسي ونوعية الحياة عن طريق الحد من عبء المرض العالمي.

## مواقد الـ CleanCook

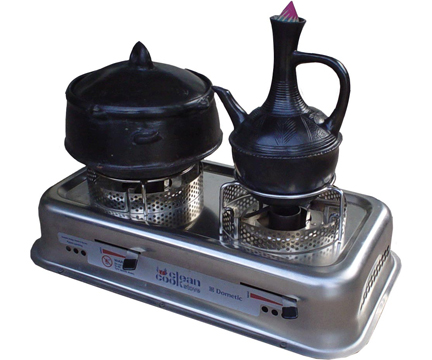
صورة اثنان من مواقد الـCleanCook مع أواني إثيوبية ، تقليدية ، مساندها دائرية. وقد تم اختبار الموقد وتعديله لتلبية احتياجات الثقافة المحلية.

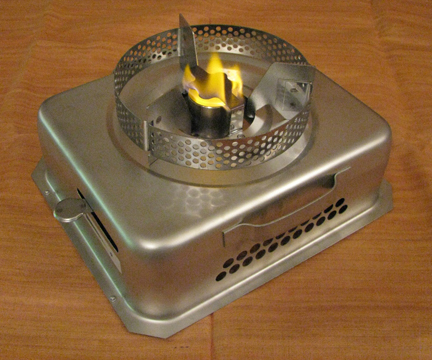
الـCleanCook بموقد واحد. العلبة هي نفس الـCleanCook بموقدين ، يتسع لـ 1.2 ليتر و مدة طهي 4.5 ساعات ، وهو ما يكفي ليوم واحد من الطبخ لعائلة نموذجية.

### الأصول
فريق مشروع غايا، يعملون حاليا بالتنسيق مع مجموعة العمل الوقّاد الاستشارية (Stokes Consulting Group) بمواقد CleanCook التي تعمل بالوقود الكحولي، وهي متوازنة مصنوعة من الفولاذ المقاوم للصدأ، موقد واحد أو اثنين مقتبس من مواقد Origo اخترعها Bengt Ebbeson في عام 1979 و صنعتها الشركة السويدية Dometic AB، الشركة الرائدة في مجال مواقد الكحول والأجهزة في جميع أنحاء العالم. موقد Origo عُرف على أنه أفضل موقد متاح للوقود، ويحظى بشعبية في الأسواق الفارغة في الولايات المتحدة وأوروبا، عادة لركوب الزوارق والتخييم. عمر العمل للموقد حوالي 15-10 سنوات عند عدم الاستخدام و 5-10 عند الاستخدام اليومي في إثيوبيا كما هو متوقع. أُدخلت بعض التعديلات على الـCleanCook تتضمن رفع طفيف وإعادة تصميم الوعاء الحامل ليسمح بأوعية أكبر وإيصال أوكسجين أكثر للهب. وإضافة المقابض لجعل النقل وإعادة الملء أسهل إلى الموقد.

### Dometic
تسعى شركة Dometic لتوجيه سوق العالم النامي بسبب مناسبة تقنيات الوقود الكحولي لتلك البلدان بشكل خاص. ومواقد الـCleanCook تحتوي على خزان وقود غير مضغوط وغير سائل الذي قد يحوي الإيثانول أو الميثانول . تم تصميم موقد الـ CleanCook مع عدة تدابير محددة للسلامة. وعلبة وقود الموقد CleanCook تملك ألياف معدنية ماصة مغطاة بشبكة معدنية واقية، تمنع الوقود من الانسكاب من العلبة حتى عندما يكون الموقد مقلوباً. تصميم خزان الوقود هذا يلغي خطر الانفجار أو الاشتعال، أو التسرب، ومزايا أخرى للسلامة الموجودة في الموقد تجعل الـCleanCook أقل احتمالا للتسبب بالاحتراق من طرق الطهي الأخرى. في الوقت نفسه، الـCleanCook هو موقد عالي الأداء، أي ما يعادل طاقة (1.5 إلى 2 كيلو واط) و درجة حرارة تعادل موقد غاز البترول المسال (LPG).

### تشغيل الموقد
لتشغيل الموقد، يجب ملء علبة الوقود بليتر واحد من الإيتانول. وإذا ما تسبب صب الوقود بقطرات من الوقود حول الثقب، فإنها يجب أن تُمسح. العلبة يجب أن يُثبّت على قاعدة الفرن، ذو الفتحة المنتظمة، وبخار الإيتانول يُشعل بعود ثقاب أو قدّاحة. في غضون عدة دقائق يصل الإيتانول إلى درجة الحرارة المناسبة للتبخر، ويمكن تعديل مستوى الشعلة. بعد الطبخ، يجب أن تُترك علبة الوقود في مكان للحد من تبخر الإيتانول المتبقي.

### الانبعاثات مقابل الوقود
وقد أجرى مركز البحوث Aprovecho ‏ ومقرها الولايات المتحدة اختبارات مقارنة الانبعاثات وأداء الطاقة لمواقد الـ CleanCook في مقارنة مع مواقد غاز البترول المسال LPG التقليدية والكيروسين. بالمقارنة مع الكيروسين، تستخدم الـCleanCook طاقة أقل، وتنتج انبعاثات أقل، وكانت أسرع في جعل الماء يغلي. وبالمقارنة مع غاز البترول المسال LPG ، أنتجت الـCleanCook نفس المستوى من انبعاثات الجسيمات، في حين أطلقت غاز البترول المسال LPG انبعاثات أقل من أول أوكسيد الكربون (CO) وكان أسرع لغلي الماء.
قارن برنامج الأمم المتحدة الإنمائي (UNDP) في ملاوي الـCleanCook مع مواقد الخشب والفحم النباتي ووجد أن مواقد الـCleanCook قطعت انبعاثات مواقد الخشب إلى النصف، وانبعاثات الجسيمات بنسبة 99%، واستخدام الطاقة بنسبة 71% . وأظهرت النتائج في مقارنة الفحم النباتي نتائج مماثلة، مع انخفاض مستوى الطاقة بنسبة 55% وانخفاض الانبعاثات والجسيمات أكبر حتى من أجل مواقد خشب.

## الوقود الكحولي
بدأ الكحول بالحصول على اعتراف أوسع كمصدر للوقود، وبفضل المبادرات مثل مشروع غايا، وضع برنامج الأمم المتحدة الإنمائي الإيتانول والميتانول الغائب سابقا بالقرب من أعلى «سلم الطاقة». وهو التطور الذي جعله ينتقل من القذارة وغير الفاعليّة (مثل الكتلة الحيوية) إلى النظافة والفاعليّة (مثل الغاز الحيوي، وغاز البترول المسال (LPG)، والإيتانول، والميتانول) . ويثق مشروع غايا بأن التقديم التدريجي لأجهزة حرق الإيتانول في كل من الأسواق المألوفة والسوق المؤسسية الصغيرة أو الكبيرة، يضمن قبول واسع النطاق . ومع ازدياد سوق الكحول، ونمو قبول مواقد الـCleanCook، يرى مشروع غايا إمكانية استخدام أجهزة أخرى عالية الأداء تعمل بالوقود الكحولي والتي توفر الإضاءة، والتبريد، وتكييف الهواء، والتوليد . يتعاون مشروع غايا مع شركة أمريكية صغيرة تُدعى Britelyt، التي طوّرت جيلاً جديداً من فوانيس Petromax التي تعمل بالكحول.

## الإنتاج المحليّ والاستدامة
يعتقد مشروع غايا أن الأعمال التجارية المستدامة هي الوسيلة الأفضل لتحقيق الهدف المتمثل بتوفير تكنولوجيا النظافة والطهي، وهو مدعوم من قبل برنامج الأمم المتحدة الإنمائي لتزايد الأعمال المُستدامة(UNDP Growing Sustainable Business,GSB)، في مبادرتها لجلب القطاعين العام والخاص معاً. ينطوي نموذج أعمال غايا على دمج كل من تصنيع الموقد وإنتاج الكحول وبيعهما . مما يعطي المستهلكين الثقة بأنهم سيحصلون على الوقود بعد شراء الموقد، وأيضا تسنح بانتقال جزء من تكاليف الموقد إلى الوقود . آلية التمويل هذه هي نفس النموذج المستخدم في الهواتف النقّالة والبث، فإن التكلفة الأولية للموقد تكون أرخص لضمان القدرة على تحمّل التكاليف، وهذا التخفيض سيُعوّض على مدى عدة سنوات عن طريق رفع صغير في سعر الوقود . فائدة أخرى لهذا النظام أنه يسمح لمالك الحقوق بإنتاج الموقد أو أجزاء منه في إثيوبيا . يتم تصنيع الـCleanCook حاليّاً من قِبَل سلوفاكيا، إلّا أنّ إمكانية الإنتاج المحلّي من شركات (Makobu Enterprises PLC) في إثيوبيا جارية أيضاً . هذا الإنتاج المحلي لا يزال في مراحله الأولى في أديس أبابا، ويهدف مبدئيا للوصول إلى إنتاج 18000 موقد سنويا . من الأهداف التجارية أيضاً لمشروع غايا هو الحصول على تمويل آلية التنمية النظيفة(CDM) وذلك لنشر مواقد الـCleanCook والترويج للوقود الكحولي.

## التأثير من خلال التعليم
التعليم عن تلوّث الهواء في الأماكن المغلقة هو عنصر أساسي في مهمة غايا، والذي تمّت متابعته من خلال نشر الوعي حول تأثير تلوث الهواء في الأماكن المغلقة (اختصاراً: IAP) من خلال ورش العمل، والندوات، والتغطية الإعلامية، والمشاركة مع المحليين، والدولة، والحكومة الاتحادية، ومنظمات مثل منظمة الصحة العالمية (WHO) في إثيوبيا، ووزارة الصحة لإثيوبيا (FDRE). غالباً ما يُهمل تأثير تلوّث الهواء في الأماكن المغلقة (IAP) وآثاره على السكان، على عكس الملاريا، وفيروس نقص المناعة البشرية (الإيدز)، والأمراض المعدية فإنها تلقى الغالبية من الاهتمام.
يعمل مشروع غايا أيضاً على تثقيف العامّة عن الوقود الكحولي وإمكانية استخدامه في العالم النامي، وبشكل خاص في سياق الطاقة المنزلية. سوق الأُسَر في جميع أنحاء العالم النامي التي قد تستفيد من استخدام الوقود الكحولي للطهو والطاقة المنزلية هي في حدود 600 ميليون دولار. وكما صرَّح برنامج الأمم المتحدة الإنمائي (UNDP) لتقييم الطاقة في العالم (World Energy Assessment) (2000)، توفير خدمات الطاقة الحديثة لمليارين من الناس الذين ما زالوا يطبخون باستخدام أنواع الوقود الصلب التقليدي وعدم الحصول على الكهرباء هي واحدة من أكثر المشاكل الملحّة التي تواجه البشرية اليوم.

## المشاريع حسب الدولة

### إثيوبيا

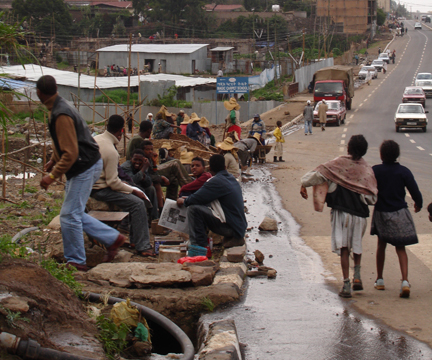
معرض Cityscape في أديس أبابا ، عاصمة إثيوبيا.

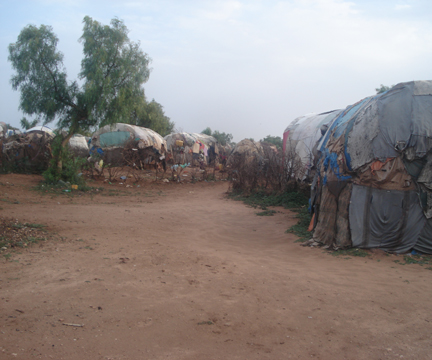
مخيم اللاجئين Kebribeyah موجود من تسعة عشر عاماً. تعيش كل عائلة في هذه البيوت الصغيرة ، تُسمى الواحدة منها turkul ، و مغطاة بقطعة من القماش.

#### جمعية غايا
النظير الإثيوبي لمشروع غايا، وشركة . وهي منظمة إثيوبية غير حكومية، كما أن جمعية غايا شريكة المفوضية في التنفيذ . تمتلك إثيوبيا كل العوامل اللازمة للنقل التكنولوجي الناجح للوقود الكحولي : كمية الإيتانول المُنتجة من صناعة السكر، والحقيقة أن ذلك يعتمد على الوقود البترولي المُستورد والكتلة الحيوية ، وحاجتها لتحسين الوقود وموقد أكثر أماناً. في عام 2009 ، أنتجت إثيوبيا ما يقارب 8 ميليون ليتر من الإيتانول سنويا ً. كان يُلقى دبس السكر والمنتجات الأخرى لهذه الصناعة في أنهار إثيوبيا حتى قبل حوالي عقد من الزمن عندما حَلّت مشكلة النفايات هذه واحد من الخمس مصانع الإثيوبيّة ، و هومصنع سكر Finchaa Sugar Company ، وذلك من خلال التقطير وإنتاج الإيتانول. أجاب غايا على استعلام مبكر طرحه مصنع Finchaa Sugar ، وعرض عليه سوق الطاقة المنزلية للإيتانول ، إذ أنه لم يكن التطوير ناجحاً في تنقية البنزين أو أسواق التصدير . مصانع أثيوبيا الأخرى أصبحت مهتمة أيضا في إنتاج الإيتانول ، باعتبارها وسيلة لتحقيق التوازن في تقلبات أسعار . طورت حكومة إثيوبيا خطط لبناء معامل للتقطير لإنتاج الإيتانول في جميع مصانع السكر ، وأنشأت إمدادات للإيتانول والتي من الممكن أن تغذي أكثر من 200,000 موقد .
تخطط غايا الآن لبناء معمل تقطير صغير خاص بها في إثيوبيا كمشروع نموذجي لما يمكن تحقيقه مع محطات التقطير الصغيرة . وتعمل غايا مع هيئة حماية البيئة الإثيوبية ، و وزارة المناجم والطاقة ووزارة الزراعة لبناء معمل التقطير هذا. ويجري النظر في مجموعة المواد الأولية ، بما في ذلك أكثر المواد الأولية التقليدية مثل دبس السكر ، و قصب السكر أو عصير الذرة الحلو ، أو المواد الأولية غير التقليدية مثل نفايات الفاكهة من الأسواق في أديس أبابا المواد السكرية من النباتات التي تنمو في البرية مثل الصبار ، وقرون الفول من شجرة الغاف (البروسوبيس أو المسكيت) ، و هي من الأنواع السامة السريعة الانتشار في إثيوبيا ، أو نبات حشيشية اللبن العملاقة (نبات العشر عال) . تأمل غايا بتشجيع أجهزة التقطير الصغير جدا والتي ملكها مجموعات المزارعين أ، الجمعيات التعاونية وأصحاب المشاريع المحلية الصغيرة والمتوسطة الحجم.

#### مزج الوقود
لا تزال سوق مزج الوقود المحلية وأسواق تصدير الإيتانول صعبة في إثيوبيا لعدة أسباب . وقد حالت الدقة التقنية وضرورات التنظيم دون مزج ناجح مما أدى إلى عدم نجاحه في إثيوبيا . باعة النفط الكبار مثل شيل وتوتال وموبيل والشركات المحلية مثل شركة النفط الوطنية قاومت مزج الإيتانول مع الوقود البترولي لأن نظام إمدادت الوقود سيء التنظيم والوقود في بعض الأحيان يكون مغشوشا . لا يمكن لبائعي الوقود الوثوق بنزاهة ذلك الوقود إذا مُزج مع الإيتانول لأن الإيتانول قد يحمل بعض المياه للوقود ويعزز مرحلة الانفصال وبالتالي تفاقم التلوث. أما بالنسبة لسوق التصدير ، فإن إنتاج إثيوبيا قليل جدا ليجذب المشترين العالميين الكبار ونجحت فقط في بيع الإيتانول بسعرأقل من المصدرين الآخرين. كما أن موقع إثيوبيا غير الساحلي يجعل من التصدير أمرا صعبا. مبيعات الإيتانول لـ Finchaa توفر فرصة مستدامة لإثيوبيا وخاصة مع أسعارها المعقولة ، وعليه فهي قادرة أيضا على منافسة أسواق التصدير المحتملة.

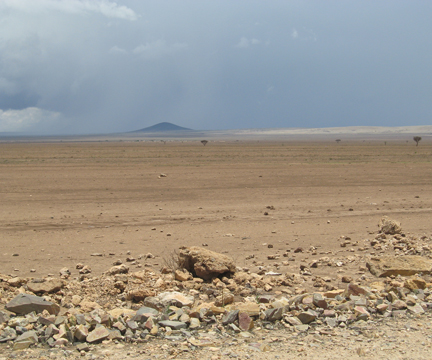
منظر من الطريق ، بين Jijiga ومخيم Awbarre ، الأرض مقفرة نتيجة لإزالة الغابات الخطير ، مما جعل زراعة المحاصيل أو جمع الحطب أمرا صعباً. في كثير من الأحيان يلجأ اللاجئين لنبش الجذور للحصول على الوقود.

#### إزالة الغابات
إثيوبيا فقيرة بالطاقة و 95-98% من أراضيها خالية الغابات ، على الرغم من أن معظم سكانها لا يزالون يعتمدون على وقود الكتلة الحية . وقبل البدء بالدراسات التجريبية وجدت غايا أن أسر اللاجئين يستخدمون حوالي 3.7 طن من الحطب سنويا ويقضون أكثر من ثمان ساعات كل يومين أو ثلاثة أيام يجمعون هذا الحطب.

#### الموقد التجريبي وحال الموقد
مواقد الـCleanCook تم اختبارها ووضعها حتى الآن في ثلاثة مخيمات للاجئين التابعة للمفوضية ، و في دور أيتام المصابين بفيروس نقص المناعة البشرية (الإيدز) التي يديرها مبشروا الأم تريزا للأعمال الخيرية ، و في قرية ريفية في ولاية الصومال الإثيوبية ، وفي منازل خاصة ذات الدخل القليل والمتوسط في أديس أبابا . وقد أسفرت الدراسات التجريبية التي أجرتها جمعية غايا عن نتائج إيجابية وقبول واستحسان على نطاق واسع بين العائلات في كل من مخيمات اللاجئين وأديس أبابا . يعمل أيضا مشروع غايا لجلب صناعة المواقد لأديس أبابا من خلال ربط شركات Makobu PLC للأعمال الإثيوبية مع شركة Dometic AB ، وتشجيع الدعم الحكومي لتعيين الإيتانول لأغراض الوقود المنزلي.

#### مخيمات اللاجئين في إثيوبيا

##### الأثر البيئي
إن مخيمات اللاجئين في شرق إثيوبيا والتي آوت مخيمات الصراع الصومالي قد وضعت ضغطا كبيرا على البيئة والموارد في إثيوبيا على مدى العقدين الماضيين ، حيث بلغ عدد سكانها مجتمعة 600,000 لاجئ في أوئل التسعينيات . المفوضية العليا للاجئين والمنظمات غير الحكومية الشريكة لها زودت تلك المخيمات بالاحتياجات الأساسية ولكنها لم تقدم وقود الطهي حتى وقت قريب. و قد أدى جمع حطب الوقود من قبل نساء اللاجئين إلى إزالة الغابات شبه الكامل في المناطق حول مخيمات اللاجئين ، و حظرت الحكومة الإثيوبية قطع الأشجار الحية حول المخيمات . فيجب على المفوضية توفير بدائل لحطب الوقود في أيِّ مخيمات لاجئين جديدة .

##### المشاريع النشطة
مشروع غايا نشط حاليا في مخيم Awbarre للاجئين (المعروف سابقا باسم Teferi Ber) ومخيم Kebribeyah للاجئين ، حيث كل الـ1780 عائلة تقريبا لديها مواقد الـCleanCook و حصة يوميّة من الإيتانول ، مُمَوَّلة بالتعاون بين المفوضية وجمعية غايا. و إن تعداد سكان مخيمي Kebribeyah و Awbarre معاً تقريبا 27,000 شخص ، وتخطط المفوضية لإعادة فتح مخيمين على الأقل لإفساح المجال للاجئين السابقين الذين فروا إلى إثيوبيا مرة أخرى بعد عودتهم إلى الصومال والتي تعاني من تدهور الأوضاع اعتبارا من تموز 2007.

#### الشراكة
يعمل مشروع غايا في شراكة مع العديد من المنظمات التي تساعد على دعم الدراسات التجريبية ، وتشجيع التدخل الحكومي ، وتوفير الدعم المحلي أو الإقليمي . إن الشركاء التجاريين القياديين لغايا هم أعضاء في الميثاق العالمي للأمم المتحدة والعديد من أعضاء فريق غايا انضموا إلى شركاء الهواء النظيف في الأماكن المغلقة Partners for Clean Indoor Air (PCIA) ، والتي قُدمت في عام 2002 القمة العالمية حول التنمية المستدامة (اختصارا : WSSD ) في جوهانسبرغ مع الهدف من تنظيف الهواء في الأماكن المغلقة. مشروع غايا عضو أيضا في شبكة الطاقة المنزلية HEDON والتي تضم الجهات الفاعلة الرئيسية وأصحاب المصلحة في مسار قطاع الطاقة المنزلية الأنظف ،وأكثر كفاءة ، وبأسعار معقولة .
في إثيوبيا ، أنشا غايا شراكات مع المنظمات التي تخدم المجتمعات الفقيرة ومخيمات اللاجئين . يشمل شركاء غايا الإثيوبيين المفوضية العليا للاجئين-RLO وبرنامج الأمم المتحدة الإنمائي ، و راهبات الراعي الصالح ، ومبشرون الجمعيات الخيرية ، وجمعية السيدات ناقلات الحطب السابقة ، وشركة سكر Finchaa ، و تنمية الطاقة الريفية الإثيوبية ومركز الترويج ، و أوغادين للإنعاش الاجتماعي ، وجمعية التنمية . تحت إبداء برنامجها السهل ، مؤسسة شيل هي التقنيّة والشريك المموِّل لغايا الإثيوبيّة ومشاريع البرازيل . هؤلاء الشركاء دعموا دراسات غايا التجريبية وساعدوا على تعزيز العلاقات بين الشركات الإثيوبية والشركات الأوروبية والأمريكية ، وذلك بهدف تسهيل النقل المستديم للتكنولوجيا ، والسلع ، والخدمات لإثيوبيا .

#### نيجيريا

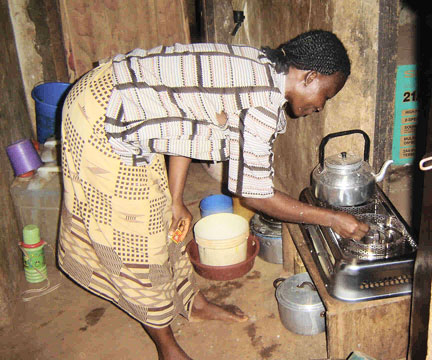
امرأة نيجيرية توضح استخدامها اليومي لمواقد الـCleanCook.

نيجيريا ، مثل إثيوبيا لديها قدرة عالية من أجل إنتاج الإيتانول على نطاق واسع من الكسافا النشوية ودبس قصب السكر . تمتلك أيضا نيجيريا فائض من الغاز الطبيعي المتمثلة بمشاعل الغاز ، وهي مسؤولة عن 40% من الإشعال العالمي . ويمكن تحويل هذا الغاز الطبيعي إلى ميتانول ، و مشاعل غاز نيجيريا قادرة وحدها على تزويد مواقد الـCleanCook بالوقود في كل منزل في غرب إفريقيا . نيجيريا ، مثل البلدان الأخرى في غرب أفريقيا ، فقيرة بالطاقة
وتعتمد على الحطب في الطهي . في نيجيريا ، يعتمد مشروع غايا على الدعم المحلي لمركز الطاقة المنزلية والصحة ، ومقرها في منطقة دلتا النيجر . الراعي الرئيسي لغايا في ولاية الدلتا هو وكالة حماية البيئة الأمريكية في شراكة مع حكومة ولاية الدلتا .
شريك غايا الفني لنيجيريا ، HydroChem ، والتي هي جزء من مجموعة لينده ، هي الرائدة في مجال تزويد مصانع الهيدروجين على نطاق صغير ، و أول أوكسيد الكربون ، وثاني أوكسيد الكربون . هذه المصانع مناسبة وبلا جدال لتصنيع الميتانول ، وذلك من خلال تحويل الغاز الطبيعي إلى شكل سائل ، وبذلك ينتج وقود يمكن استخدامه في سوق الطاقة المنزلية . على شكل غاز أو كهرباء ، إنه ليس من المجدي لسوق بلدان العالم النامي بسبب الاستثمار ، والبنية التحتية ، و لوازم الصيانة والإعانات المالية التي تتطلبهها لجعلها في متناول الجميع . مصانع HydroChem هي مثالية لتوليد منتجات للمحلية ، على نطاق صغير وبسعر منخفض في دول مثل نيجيريا ، حيث تحوّل مشاعل الغاز إلى وقود منزلي .

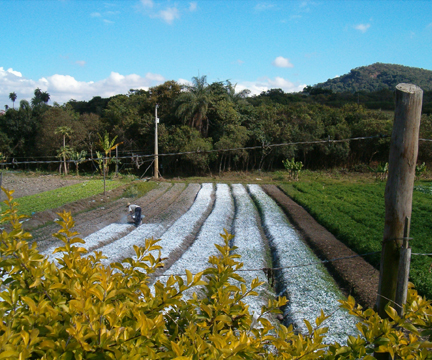
Dom Orione ، هو مجتمع زراعي صغير من 39 منزل و 10 صكوك من Betim ، الموقع للدراسات التجريبية. خلال الدراسات التجريبية ، 28 عائلة اختبرت مواقد الـCleanCook.

## وصلات خارجية
- موقع مشروع غايا
- جوائز Ashden
- HEDON Household Energy Network
- Partnership for Clean Indoor Air
- COP15 مؤتمر الأمم المتحدة حول الأحوال الجوية 2009 - United Nations Climate Conference 2009